# Niemirów (Niedźwiedź)
Niemirów – przysiółek wsi Niedźwiedź w Polsce, położony w województwie świętokrzyskim, w powiecie staszowskim, w gminie Bogoria.
W latach 1975–1998 przysiółek należał administracyjnie do województwa tarnobrzeskiego.

## Historia
Według „Słownika geograficznego Królestwa Polskiego” folwark Niemirów oddzielony został w 1877 r. od dóbr Niedźwiedź. W 1886 roku Niemirów znajdował się w ówczesnym powiecie opatowskim, gminie Malkowice, parafii Szumsko, w odległości 21 wiorst od Opatowa. Liczył wówczas 1 dom, 3 mieszkańców i obejmował 283 morgi ziemi dworskiej.

## Zabytki

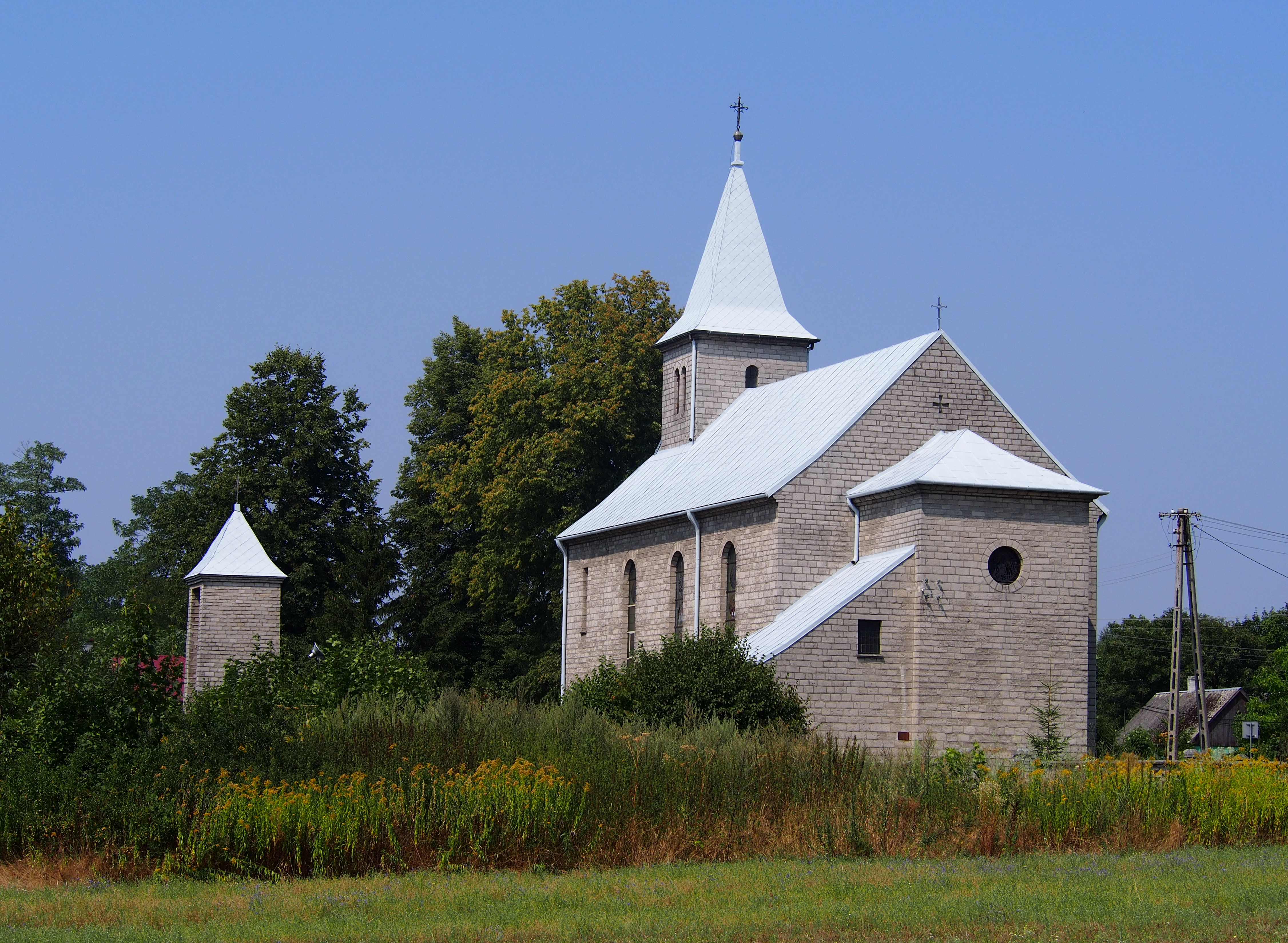
Zabytkowy kościół

- Zespół kościoła parafialnego pw. św. Andrzeja Boboli – kościół, wraz z cmentarzem kościelnym, został wpisany do rejestru zabytków nieruchomych (nr rej.: A.849 z 20.07.2011)[7]. Kościół został zbudowany w latach 1939–1941 według projektu architekta Józefa Jamroza. Budowla jest jednonawowa, z wieżą nad wejściem głównym, zbudowana z kamienia, z dachem pokrytym blachą. Przy kościele znajduje się parafia pw. św. Andrzeja Boboli. Parafia została erygowana 5 czerwca 1941 roku[8].